# Charley Hull
Charley Hull, född den 20 mars 1996 i Kettering, är en professionell brittisk golfspelare.

## Karriär
Charley Hull blev professionell 2013. Bland annat har hon kommit tvåa vid såväl vid Women's British Open som delad tvåa vid U.S. Women's Open och Chevron Championship.